# 徳島市民吉野川運動広場
徳島市民吉野川運動広場（とくしましみんよしのがわうんどうひろば）は、徳島県徳島市を流れる吉野川の河川敷運動広場。

## 概要
徳島県下一の広さを誇る河川敷運動広場であり、24万平方メートルの広さを有する。運動広場ではサッカーや野球など、幅広いスポーツを行うことができ、また吉野川フェスティバル、阿波吉野川マラソン大会などのイベントも多く催される。
運動広場内には吉野川橋（徳島県道39号徳島鳴門線）と吉野川大橋（国道11号）が架かっている。北岸には徳島市民吉野川北岸運動広場がある。

## 主な利用
- 野球 （4面）
- サッカー
- ラグビー
- ソフトボール
- マラソン
- グラウンドゴルフ
- カヌー
- ヨット
- 水上バイク

## イベント
- 吉野川フェスティバル
- ヨット研修（徳島県立城ノ内高等学校）
- 阿波吉野川マラソン大会

## 交通
- JR徳島駅より車で約5分。
- 徳島市営バス「吉野川橋バス停」より徒歩5分。